# Platychelys oberndorferi
Platychelys oberndorferi Wagner, 1853 è un rettile estinto, appartenente alle tartarughe. Visse nel Giurassico superiore (Kimmeridgiano, circa 155 milioni di anni fa) e i suoi resti fossili sono stati ritrovati in Europa (Germania, Portogallo, Francia, Svizzera).

## Descrizione
Questo animale possedeva un carapace appiattito, lungo 20 - 30 centimetri, con una quantità di prominenze sulle piastre neurali e costali. Le piastre neurali erano corte e dal contorno irregolare, e l'ampiezza era solitamente molto superiore alla lunghezza. I mesoplastra non si toccavano nel mezzo. Gli scudi vertebrali erano molto più ampi che lunghi, ed era presente uno scudo nucale. Non era presente alcuna articolazione tra pelvi e plastron. 

## Tassonomia
Platychelys oberndorferi è stato descritto per la prima volta nel 1853 da Wagner, sulla base di resti fossili ritrovati in Germania in strati del Kimmeridgiano, nei calcari litografici nei pressi di Kehlheim. I migliori resti di questo animale, tuttavia, provengono dalla zona di Soletta, in Svizzera. Altri resti sono stati scoperti in Portogallo. In Francia è stata descritta una specie affine, Platychelys courrenti, attualmente considerata un sinonimo della specie tipo. 
Platychelys è considerato parte di un gruppo di tartarughe primitive del Giurassico superiore - Cretaceo inferiore, poste alla base dei pleurodiri; il gruppo comprendeva anche Caribemys di Cuba e Notoemys del Sudamerica. Tra questi animali, Platychelys potrebbe essere stato il più primitivo (Joyce, 2007).

## Paleoecologia
I fossili di Platychelys sono piuttosto rari. Si pensa che abitasse sistemi fluviali, paludi e laghi di ambiente costiero. Altri animali rinvenuti nel giacimento di Soletta potrebbero essere stati di ambiente marino (Scheyer, 2007).